# Gross Spannort
Le Gross Spannort (ou Grand Spannort, littéralement « Lieu du dos du pied ») est un sommet du massif des Alpes uranaises à 3 198 m d'altitude, dans le canton d'Uri, en Suisse.